# Пухала, Иосиф Ахиллес
Ио́сиф Ахи́ллес Пуха́ла (пол. Józef Achilles Puchała OFMConv; 18 марта 1911, Косина, Подкарпатское воеводство — 19 июля 1943, Боровиковщина, Барановичская область) — блаженный Римско-католической церкви, священник, монах из ордена конвентуальных францисканцев, мученик. Входит в число 108 блаженных польских мучеников, беатифицированных римским папой Иоанном Павлом II во время его посещения Варшавы 13 июня 1999 года.

## Биография
В 1927 году, в возрасте 16 лет, вступил в католический монашеский орден конвентуальных францисканцев. С 1932 по 1937 год изучал теологию в Кракове. Во время обучения был рукоположён в 1936 году в сан священника. После обучения был назначен духовником в монастыре францисканцев в Гродно. В 1939 году служил вторым викарием в посёлке Ивенец.
После начала Второй мировой войны был переведён в приход святой Марии Магдалены в деревне Першаи, где исполнял обязанности настоятеля. Во время антинацистского восстания в посёлке Ивенец в июне 1943 года был арестован вместе с восставшими жителями. Вскоре арестованные жители деревни были отпущены, а Иосиф Ахиллес был казнён как заложник 19 июля 1943 года. Вместе с ним был также казнён викарий Кароль Герман Стемпень.

## Прославление
13 июня 1999 года был беатифицирован римским папой Иоанном Павлом II вместе с другими польскими мучениками Второй мировой войны.
День памяти — 12 июня.